# Jaira Burns
Jaira Burns, née le 14 janvier 1997 à Vandergrift (Pennsylvanie), est une chanteuse américaine.

## Biographie

### Jeunesse et formation
Elle est née et grandi à Vandergrift dans l'État de Pennsylvanie mais plus tard, elle déménagé à Los Angeles.
Elle commence à chanter très jeune et a appris la guitare à l'adolescence.

### Carrière professionnelle
En 2015, elle commence sa carrière musicale en publiant des reprises sur YouTube et décroche son premier rendez-vous avec une grande maison de disques.
Le 16 juin 2017, elle sort son tout premier single « Ugly » et reçoit des avis positifs de la part des critiques, puis elle apparaît dans une publicité pour la collaboration entre Beats Electronics et les écouteurs Balmain, avec Kylie Jenner,.
En 2018, elle collabore avec Jeon So-yeon et Miyeon de (G)I-DLE ainsi que Madison Beer en tant que membre du groupe virtuel de k-pop elle s'appelait K/DA.
En 2020 elle sorti son premier extended play et collabore avec Chanteuse chinoise Lexie Liu,.

## Discographie

### Extended play
- 2020 : Burn Slow